# العلاقات المجرية الهندية
العلاقات المجرية الهندية هي العلاقات الثنائية التي تجمع بين المجر والهند.

## مقارنة بين البلدين
هذه مقارنة عامة ومرجعية للدولتين:
| وجه المقارنة                                              | المجر                                                       | الهند                       |
| --------------------------------------------------------- | ----------------------------------------------------------- | --------------------------- |
| المساحة (كم2)                                             | 93.04 ألف                                                   | 3.29 مليون                  |
| عدد السكان (نسمة)                                         | 9.78 مليون                                                  | 1.35 مليار                  |
| الكثافة السكانية (ن./كم²)                                 | 105.12                                                      | 410.33                      |
| العاصمة                                                   | بودابست                                                     | نيودلهي                     |
| اللغة الرسمية                                             | لغة مجرية                                                   | اللغة الهندية، لغة إنجليزية |
| العملة                                                    | فورنت مجري                                                  | روبية هندية                 |
| الناتج المحلي الإجمالي (بليون دولار)                      | 139.14 مليار                                                | 2.60 تريليون                |
| الناتج المحلي الإجمالي (تعادل القوة الشرائية) بليون دولار | 260.42 مليار                                                | 8.00 تريليون                |
| الناتج المحلي الإجمالي الاسمي للفرد دولار أمريكي          | 12.36 ألف                                                   | 1.60 ألف                    |
| الناتج المحلي الإجمالي للفرد دولار أمريكي                 | 25.07 ألف                                                   | 5.70 ألف                    |
| مؤشر التنمية البشرية                                      | 0.828                                                       | 0.609                       |
| رمز المكالمات الدولي                                      | +36                                                         | +91                         |
| رمز الإنترنت                                              | .hu                                                         | .in، .भारत ‏، .بھارت ‏،        |
| المنطقة الزمنية                                           | ت ع م+01:00، ت ع م+02:00، أوروبا/بودابست ‏، توقيت وسط أوروبا | ت ع م+05:30، توقيت الهند    |

## منظمات دولية مشتركة
يشترك البلدان في عضوية مجموعة من المنظمات الدولية، منها:
| علم المنظمة | اسم المنظمة                        | تاريخ انضمام المجر | تاريخ انضمام الهند |
| ----------- | ---------------------------------- | ------------------ | ------------------ |
|             | يونسكو                             | 14 سبتمبر 1948     | 4 نوفمبر 1946      |
|             | الفريق المعني برصد الأرض           | ?                  | ?                  |
|             | مؤسسة التمويل الدولية              | 29 أبريل 1985      | 20 يوليو 1956      |
|             | منظمة حظر الأسلحة الكيميائية       | ?                  | ?                  |
|             | مؤسسة التنمية الدولية              | 29 أبريل 1985      | 24 سبتمبر 1960     |
|             | منظمة التجارة العالمية             | 1995               | 1995               |
|             | نظام تحكم تكنولوجيا القذائف        | 1993               | 2016               |
|             | وكالة ضمان الاستثمار متعدد الأطراف | 21 أبريل 1988      | 6 يناير 1994       |
|             | الاتحاد البريدي العالمي            | ?                  | ?                  |
|             | منظمة الشرطة الجنائية الدولية      | ?                  | ?                  |
|             | الأمم المتحدة                      | 14 ديسمبر 1955     | 30 أكتوبر 1945     |
|             | الاتحاد الدولي للاتصالات           | 1866               | 1869               |
|             | البنك الدولي للإنشاء والتعمير      | 7 يوليو 1982       | 27 ديسمبر 1945     |

## وصلات خارجية
- موقع وزارة الخارجية المجرية
- موقع وزارة الخارجية الهندية